# 옌리멍
옌리멍(중국어 간체자: 闫丽梦, 정체자: 閆麗夢, 1987년 11월 23일 ~ )은 호남성의 중남대학 상아의학원을 수료하고 광동성의 남방의료대학에서 박사 학위를 받은 중국의 안과 의사이자 바이러스 학자이다. 리서치게이트 프로필에 따르면 그녀는 전염병, 염증, 인플루엔자 바이러스, 적응면역, 유세포분석, 백신, 코로나19 등의 연구를 수행해왔다.

## 역사
2020년 4월, 홍콩 대학 공중보건대학원의 옌리멍 박사가 미국으로 망명했다. 옌리멍 박사는 "코로나19는 중국 인민해방군 군사 실험실에서 만든 것"이라며 "박쥐에서 분리한 바이러스 유전자 조작을 통해 만들었다"라고 주장했다.
옌 박사는 2019년 12월 세계보건기구(WHO)의 감염병역학통제협력센터인 홍콩 대학 공공위생학원 실험과학부에서 바이러스학자로 일했었다. 레오 푼(潘烈文) 교수의 제안으로 홍콩 대학 바이러스 실험실에서 초기 코로나19 연구에 참가했다. 2019년 12월 31일, WHO가 우한에서 새로운 호흡기 질환이 발견됐다고 발표한 날, 중국 정부가 홍콩 대학에 "비밀조사"를 요청했다. 옌 박사는 그 비밀조사를 수행했다.
홍콩 대학 말릭 페이리스(Malik Peiris) 교수가 레오 푼(潘烈文) 교수의 스승이다. 그녀는 곧 코로나19 바이러스의 위험성을 발견했고 이러한 정보를 페이리스 교수와 푼 교수에게 보고했으나, 두 사람이 이를 외부에 공개하기를 거부했다고 말했다. 옌리멍 박사는 "푼 교수로부터 (정권의) 레드라인을 넘지 말라는 경고를 들었다"고 전했다.
옌리멍 박사는 코로나바이러스가 우한 실험실에서 만들어졌다는 과학적 증거에 대해 "중국 질병통제예방센터(CDC)와 현지 의사들로부터 얻었다"고 밝혔다. 그는 홍콩 대학에 재직하며 코로나 사태 초기 연구를 수행했다.
옌 박사는 최초의 우한 현지 비밀조사에서, 이미 2019년 12월 초에 인간 간 전염이 있었다는 증거를 발견했다. 그러나 중국 정부와 WHO는 2020년 1월 20일까지 이 사실을 은폐했다. 왜 WHO도 책임이 있냐 하면, 페이리스 교수는 세계보건기구(WHO)의 신종코로나 폐렴 비상위 고문이고, 푼 교수는 홍콩 대학의 WHO 참고실험실 책임자다. 즉 두 교수가 모두 WHO 직원이자, 중국 국영인 홍콩 대학의 직원인 공무원이다. 그리고 옌 박사는 그 두 교수 밑에서 현장조사를 하여 보고를 올리던 비밀조사관이었다.
2020년 9월 11일, 옌리멍 박사는 영국 매체 ITV 토크쇼 '루즈우먼'과 인터뷰에서 "바이러스가 우한의 우한화난수산물도매시장이 아닌 우한 바이러스 연구소에서 만들어졌다는 과학적 증거를 발표하겠다"고 밝혔다. 그는 "우한 시장은 연막이다. 그 바이러스는 자연에서 발생된 게 아니다"라며 그가 중국의 질병관리본부(CDC)의 기밀 내용을 가지고 있다고 설명했다. 옌리멍 박사는 폭스뉴스와의 인터뷰에서 "중국 인민해방군이 생물학 무기를 개발하면서 저우산 사스 바이러스를 만드는 과정에 코로나19 바이러스가 유출됐다"고 밝혔다. 이같은 주장을 지지하는 논문을 박사는 9월 14일에 발표했다.
2020년 10월 8일, 옌리멍 박사는 추가 논문을 발표하여 중국 우한 바이러스 연구소 연구원 스정리 박사팀이 네이쳐에 발표한 논문에서 SARS-CoV-2 바이러스의 기원으로 지목한 RaTG13가 조작되어 GenBank에 등록된 유전자 조작 염기서열임을 증명하였다. 또한 이 바이러스가 생물학 무기의 모든 조건을 갖추고 있다며 이런 사실을 묵살하고 있는 관계기관과 과학계의 총체적 도적적 해이를 지적하고 이번 바이러스 유출 사고에 대한 책임을 져야 한다고 주장하였다.
한편, 2020년 11월 21일, 옌리멍 박사는 SARS-CoV-2 바이러스의 기원에 대한 자신의 주장을 CNN이 어떻게 매도 하고 있는지 조목조목 반박하는 논문을 발표하였다.

## 논란
대다수의 주류 언론은 옌리멍 박사의 연구를 후원한 사람이 전 백악관 참모 스티브 배넌이라는 것을 부각시켜 옌리멍 박사의 바이러스 인공 창조론을 우익의 음모론으로 치부하고 있다. 하지만 옌리멍 박사의 반대 입장에서 바이러스 자연 진화론을 지지하는 대표적인 주류 과학자 이안 립킨(W. Ian Lipkin) 미국 컬럼비아 대학교 교수의 후원자가 중화인민공화국이라는 것은 언급하지 않고 있어 대조를 이룬다. 그러나 그 후 컬럼비아 대학의 발표를 참조해보면 2003년 SARS바이러스와 관련 된 연구 인프라 구축에 협조라는 내용과 중국내 바이러스 관련학 전공 학생 간접지도라는 내용만 있을 뿐 직접적인 후원을 받았다는 내용은 없어 이 또한 트럼프 정부 백악관 내부에서 선거를 위해 만들어진 가짜뉴스일 가능성이 매우 높다.
또 그녀의 논문은 기존 학계에서 완전히 무시되고 있는데, 자연기원설을 가리키는 <네이처>의 논문을 반박하지 못했기 때문이다. 지난 3월 중국 연구진이 야생 박쥐에서 코로나19 바이러스와 가장 비슷한 바이러스(RaTG13)를 발견해 두 바이러스의 유전체 유사성이 96%에 이른다는 결과를 발표한 <네이처> 논문을, 그녀는 검증되지 않은 온라인 논문을 근거로 <네이처> 논문을 신뢰할 수 없다며 반박 대상에서 제외시켰다. 또 그녀의 논문에 사용된 111편의 참고 문헌 중 절반 이상이 학지에 실리지도 못한 온라인 공개 논문으로 신뢰성이 의심받고 있다.
다만 최근 RaTG13 바이러스가 박쥐의 분변(똥)에서 발견된 RNA였다면 박테리아가 많이 포함되어 있어야 하지만 코드가 너무 깔끔해 중국 연구진의 논문에서 제시한 RaTG13 바이러스가 인공적으로 조작된 바이러스라는 의혹이 이어지고 있다.